# Wright megye (Missouri)
Wright megye az Amerikai Egyesült Államokban, azon belül Missouri államban található. Megyeszékhelye Hartville, legnagyobb városa Mountain Grove. Lakosainak száma 18 188 fő (2020. április 1.). Wright megye Laclede, Texas, Douglas és Webster megyékkel határos.

## Népesség
A megye népességének változása:
| Lakosok száma | 18 849 | 18 634 | 18 624 | 18 473 | 18 268 | 18 188 |
|               | 2010   | 2011   | 2012   | 2013   | 2015   | 2020   |